# Syndicat des eaux d'Île-de-France
Le Syndicat des eaux d’Ile-de-France (SEDIF) est un établissement public de coopération intercommunale qui gère le service public de l’eau potable pour le compte de 133 communes de la région parisienne.
Créé en 1923, le SEDIF est responsable de la production et de la distribution de l’eau potable pour plus de 4 millions d'usagers. Ses trois usines principales, situées sur la Seine, la Marne et l’Oise, produisent chaque jour plus de 740 000 m3 d’eau potable. Son réseau de canalisations couvre plus de 8 000 kilomètres.
La politique et la gestion du SEDIF sont fréquemment contestées.

## Missions
Le SEDIF a pour missions de prélever l'eau dans son milieu naturel, la traiter en transformant l'eau brute en eau potable, la transporter des usines aux réservoirs, assurer la disponibilité permanente de l'eau sur son territoire et la distribuer tout en contrôlant sa qualité sanitaire tout le long de son parcours.

## Histoire
Le Syndicat des communes de la banlieue de Paris pour les eaux, première dénomination du SEDIF, est créé le 23 décembre 1922, dans un esprit de mutualisation et de solidarité entre ses membres. En 1923, le Syndicat dessert plus de 1,5 million d’habitants, via un réseau de canalisation de 2 700 kilomètres. Lors de sa création, le syndicat signe un premier contrat de régie intéressée avec la Compagnie générale des eaux. Depuis, la question du mode de gestion du service d’eau a été régulièrement présente sur la scène politique, et le SEDIF comme la compagnie privée ont dû périodiquement justifier de l’intérêt et de la pertinence de leurs choix.
Le SEDIF constitue un cas d'école des phénomènes de contestation et de défiance qui accompagnent, en France, l’intervention privée dans le service de distribution de l'eau. Le cadre du contrat de délégation de service public alimente une défiance vis-à-vis des autorités locales et de leur réelle volonté ou capacité de défendre l’intérêt général, ainsi que la suspicion de collusion éventuelle avec les intérêts privés dans la passation des contrats. Les décisions prises par les exécutifs municipaux de confier la distribution de l’eau à une même entreprise privée — pour le SEDIF, la Compagnie générale des eaux devenue Veolia — supposent des efforts particuliers pour légitimer, de façon périodique, ce choix régulièrement contesté.
Depuis 1961, date d’expiration du contrat de concession signé avec la Compagnie générale des eaux pour gérer les processus industriels, le SEDIF est propriétaire de l’ensemble des installations de production et de distribution. Il finance directement tous les investissements majeurs.
En 1984, le Syndicat adopte son nom actuel et devient le Syndicat des eaux d’Île-de-France.

En 2023, lors de la procédure d'appel d'offres de délégation de service public à une entreprise privée, la fuite d'informations confidentielles permet à Veolia – gestionnaire de cette délégation depuis cent ans – d'avoir accès à des documents confidentiels de son challenger Suez. La décision du SEDIF de figer la procédure d'appel d'offres suscite une polémique,. Des membres de la Cour des comptes font un signalement dans le cadre de l’article 40 du Code de procédure pénale auprès du Parquet national financier pour dénoncer les manquements qu’ils constatent dans cette procédure. Suez saisit, sans succès, le tribunal administratif de Paris pour faire casser la procédure d'attribution du marché de 4,3 milliards d'euros à son concurrent Veolia et annonce son intention de saisir le Conseil d'État,. 

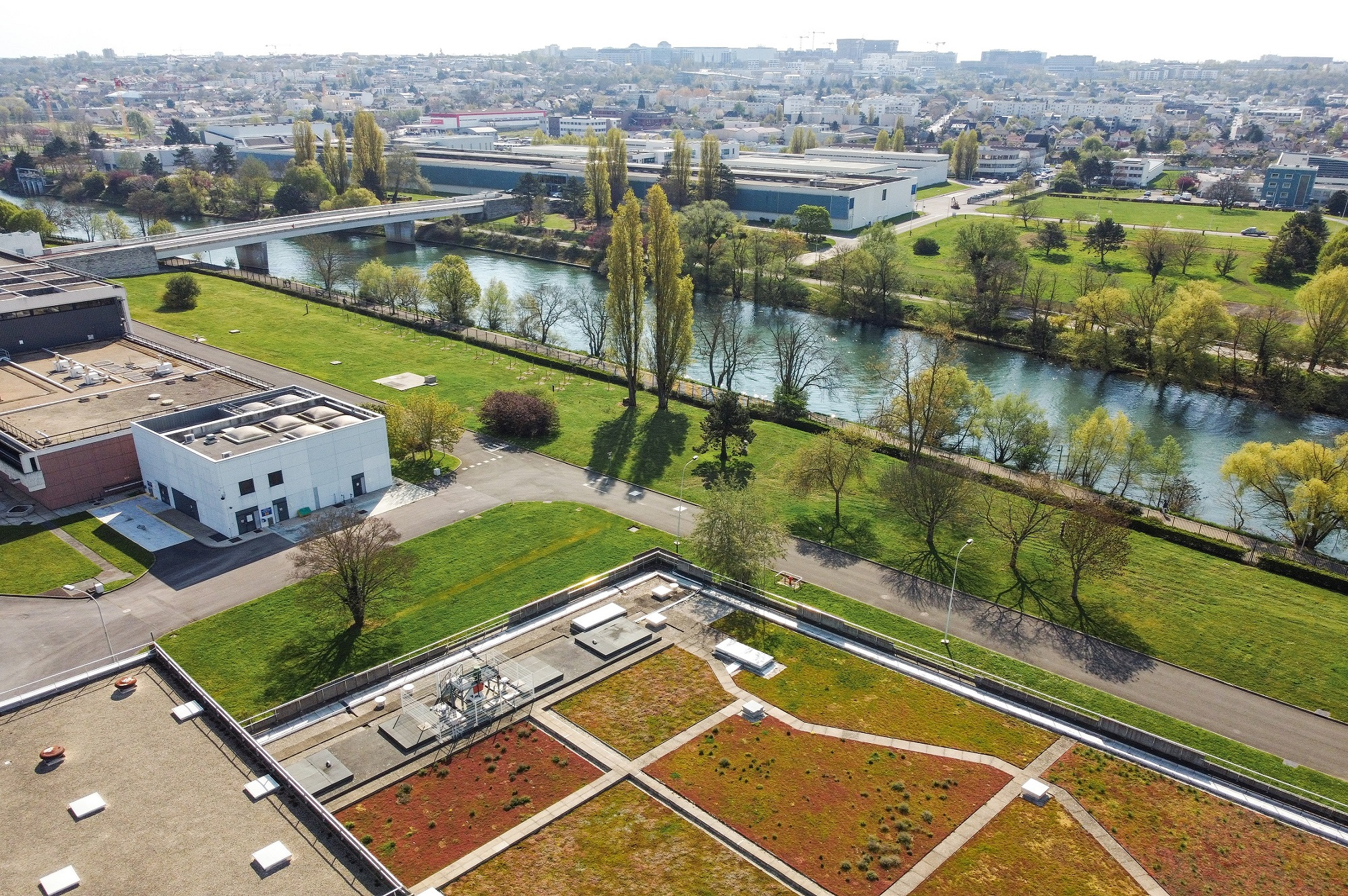
Vue aérienne de l'usine de Neuilly-sur-Marne.

## Gouvernance
Le SEDIF est un syndicat intercommunal (EPCI). En tant que service public de l'eau il est chargé de la production, la distribution et la surveillance de l'eau. Plusieurs instances participent à sa gouvernance :
Le Comité, composé des délégués des 133 communes membres, est l'assemblée délibérante plénière. Il règle les affaires du SEDIF. Le Bureau, assemblée délibérante restreinte, gère les affaires courantes, prend les décisions dans les domaines pour lesquels il a reçu délégation du Comité (programmes et avant-projets de travaux, marchés publics, biens mobiliers et immobiliers, etc.). Il est constitué du Président, des vice-présidents et des personnes qualifiées, soit 18 personnes.
Depuis 1983, le président du SEDIF est André Santini, ancien Ministre, maire d’Issy-les-Moulineaux (92), vice-président de la Métropole du Grand Paris. Il est réélu en 2008 en plaidant pour la délégation à un service privé de l'eau, face à Jacques Mahéas qui défendait le principe d'une régie publique,,.
Vice-présidents (dans leur ordre d’élection) :
- Luc Strehaiano, premier vice-président, maire de Soisy-sous-Montmorency (95)
- Georges Siffredi, président du Conseil départemental des Hauts-de-Seine (92)
- Richard Dell’Agnola, maire de Thiais (94)
- Luc Carvounas, maire d’Alfortville (94)
- Pierre-Christophe Baguet, maire de Boulogne-Billancourt (92)
- Sylvain Berrios, maire de Saint-Maur-des-Fossés (94)
- Pierre-Édouard Éon, maire de Méry-sur-Oise (95)
- Gilles Poux, maire de La Courneuve (93)
- Grégoire de Lasteyrie, maire de Palaiseau (91)
- Tonino Panetta, maire de Choisy-le-Roi (94)
- Karine Franclet, maire d’Aubervilliers (93)
- Aude Lagarde, maire de Drancy (93)
- Anne Pelletier-Le Barbier, maire de Bièvres (91)
- Mathieu Hanotin, maire de Saint-Denis (93)
- Zartoshte Bakhtiari, maire de Neuilly-sur-Marne (93)
- Christian Cambon, sénateur, personne qualifiée
- Hervé Marseille, sénateur, personne qualifiée

### Historique des présidents
- 1923-1944 : Théodore Tissier, maire de Bagneux
- 1953-1965 : Edmond Pépin, maire du Pré-Saint-Gervais
- 1965-1983 : Alfred-Marcel Vincent, maire de Livry-Gargan[14]
- Depuis 1983 : André Santini, maire d'Issy-les-Moulineaux.

## Mode de gestion
Le SEDIF fonctionne actuellement en délégation de service public. Ce mode de gestion établit que le SEDIF est propriétaire des infrastructures, garde la maîtrise des investissements et du prix de l’eau alors que l’exploitation des usines, l’entretien du réseau ou encore la relation avec les usagers sont délégués à une entreprise dite délégataire. Le délégataire actuel est Veolia Eau Île-de-France, dont le contrat a pris effet le 1er janvier 2011,.
Des associations de consommateurs, dont l'UFC-Que Choisir, critiquent la délégation de service public confiée à Veolia Eau  qu'elles accusent en 2008 de réaliser des profits trop importants sur la distribution de l'eau et d'avoir une gestion opaque.
En 2010, la chambre régionale des comptes pointe deux irrégularités dans le contrat de délégation qui lie le SEDIF à Véolia. Elle reproche notamment à Veolia « l'utilisation d'une comptabilité tronquée » et l'absence d'appel d'offres pour la réalisation des travaux d’entretien du réseau, travaux confiés à Véolia,.
En 2017, une vingtaine de municipalités de Seine-Saint-Denis et du Val-de-Marne contestent la gestion déléguée de l'eau au secteur privé et entérinent leur retrait progressif du Syndicat des Eaux d'Ile de France,,.
Le 27 mai 2021, le comité syndical du SEDIF a voté à près de 90 % pour la conservation d’un régime de concession globale du service de l'eau à un opérateur privé, ainsi que le principe d'un délégataire unique plutôt que celui d'une délégation par lots.

## Production de l'eau potable et qualité de l'eau
L’eau produite par les usines du SEDIF provient pour 97 % d’eau de surface (la Seine, la Marne et l’Oise).
Le traitement des eaux fluviales a lieu dans trois usines à Choisy-le-Roi, Neuilly-sur-Marne et Méry-sur-Oise. Le SEDIF produit 285 milliards de litres d'eau par an.
Le SEDIF compte également 5 usines à puits pour le secours ponctuel, en complément des usines principales : les usines d’Arvigny (Savigny-le-Temple), d'Aulnay-sous-Bois, de Neuilly-sur-Seine, de Pantin et de Seine-Port exploitent des forages dans les nappes du Champigny, de l’Albien et de l’Yprésien et assurent un traitement adapté des eaux souterraines (déferrisation et désinfection par chloration).
Afin de garantir la continuité de l'alimentation en eau, les usines sont interconnectées. Le SEDIF possède 8 000 km de canalisations, permettant le transport et la distribution de l’eau sur son territoire. Le rendement du réseau du SEDIF est de 90,4 %.
En 1999, le SEDIF met en service une filière membranaire par nanofiltration dans son usine de Méry-sur-Oise, un procédé à l’époque unique au mondepour de l’eau de rivière.

## Prix de l'eau
En France, le service public de l’eau est un Service Public Industriel et Commercial (SPIC). Ainsi les investissements du SEDIF sont financés par les ventes d’eau et les emprunts. Le prix du mètre cube d’eau potable est fixé chaque année par les élus. Il est de 1,47 euro HT au 1er janvier 2023 (pour une consommation moyenne de 120 m3, y compris abonnement, sans compter les taxes), puis en augmentation de 23 % sur l'année 2023.
Dans un rapport publié en 2017, la chambre régionale des comptes (CRC) d'Île-de-France critique la gestion du délégataire Veolia Eau en Ile-de-France. Sa rémunération a doublé (de 10,5 millions d'euros en 2013 à 20,9 millions en 2014) pour être ramenée à 20,5 millions en 2015. Or le contrat de délégation ne prévoyait pas de rémunération supérieure à 7 millions. Veolia s'est également adjugée des frais de siège annuels de 7 millions d'euros sans justificatifs. Les magistrats de la chambre des comptes dénoncent le fait que ces recettes supplémentaires dégagées par l’industriel n’ont pas eu d’« impact positif » sur le prix de l’eau, alors que les 150 communes servies par le Sedif et Veolia payent les prix les plus élevés dans la région.

## Débat sur le périmètre de distribution: le projet de «Ring de l'eau»
En 2017, le SEDIF propose d'étudier les conditions de réalisation d'un syndicat francilien de plus grande envergure qui associerait également Eau de Paris, le Syndicat des eaux de la presqu'île de Gennevilliers et le Syndicat mixte pour la gestion des eaux de Versailles et Saint-Cloud, projet accueilli assez fraîchement par la ville de Paris,. André Santini défend un projet contesté de « Ring de l’eau » qui réunirait ces divers syndicats, avec l'adjonction d'une usine de secours délocalisée, par exemple, au bord d’un des réservoirs des Grands Lacs de Seine.
Durant l'été 2022, le SEDIF approuve le retrait effectif du syndicat de l'établissement public territorial Est Ensemble et de ses neuf communes en décembre 2023 et la conclusion d'un contrat d'approvisionnement en gros de la nouvelle régie créé par l'EPT.

## Projet de filière membranaire
Le SEDIF prévoit d’installer dans ses trois usines principales une technique de filtration membranaire (osmose inverse basse pression). Cette technologie vise, selon le SEDIF, à réduire la quantité de micropolluants et de chlore dans l’eau distribuée, afin de limiter la consommation d’eau en bouteille. Le coût du projet est estimé à 870 millions d’euros. Alors qu'en 2022 le préfet rejette le procédé choisi par le SEDIF, le ministère de la Santé confirme en 2023 la légalité de la technologie envisagée.
Ce projet est critiqué par d’autres collectivités, qui y voient une fuite en avant ruineuse et anti-écologique,,. La régie d’eau de Paris et les collectivités franciliennes dissidentes du Sedif s'y opposent et plaident pour un modèle de gestion collective de l’eau basé sur la sobriété industrielle et sur la prévention des pollutions aux pesticides,.